# Prairieplevier
De prairieplevier (Anarhynchus montanus) is een waadvogel uit de familie van plevieren (Charadriidae). 

## Verspreiding en leefgebied
Deze soort komt voor in Canada, Mexico en de Verenigde Staten.

## Status
De grootte van de populatie is in 2019 geschat op 20 duizend volwassen vogels. Op de Rode lijst van de IUCN heeft deze soort de status gevoelig.